# Inmigración en El Salvador
La Inmigración en la República de El Salvador se refiere a los movimientos migratorios que recibió históricamente la república de El Salvador, que comienza desde antes de que en el país hubieran asentamientos humanos prehispánicos y precolombinos. Durante la época española recibió un número importante de españoles, amerindios traídos de México y esclavos africanos. Después de la independencia, a lo largo de los siglos XIX y el XX el país recibe importantes olas y flujos de inmigrantes provenientes de España, Italia, Oriente Medio, Europa Central, Asia, Centroamérica y Norteamérica que aumentan la Población total del país y aportan culturalmente, económicamente y socialmente al país. Desde el año 2000 debido a la dolarización, aumenta radicalmente la población extranjera de Países limítrofes como Nicaragua, Honduras, Guatemala y en menor medida población extranjera de Estados Unidos, España e Italia
Actualmente hay más de 40.000 extranjeros documentados en El Salvador.
Según otras estimaciones del Gobierno y el Sistema de Integración, en Centroamérica hay más de 250.000 nicaragüenses, más de 100.000 hondureños y más de 40.000 guatemaltecos, la mayoría absoluta indocumentados, este fenómeno siguió hasta 2017, cuando el gobierno aprobó una ley de documentación masiva en el país, aun así la mayor parte son indocumentados.

## Historia

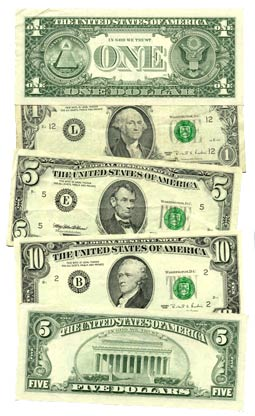
La dolarización en El Salvador, es una causa de la masiva inmigración nicaragüenses, guatemalteca y hondureña en el país.

A partir de 1871 la historiografía salvadoreña habla de un período de “reformas liberales” que culmina en el año de 1886; para hablar sobre el Extranjero en El Salvador hay que decir del fenómeno de las migraciones. A flujos migratorios que configuraron la región mesoamericana en la época precolombina y que aún son pocos conocidos, a los que se suman inmigraciones de diversos grupos como la inmigración española en el siglo XVI, la inmigración forzosa de miles de esclavos africanos en el siglo XVII que siempre hallaron la manera de mezclarse con otras etnias.
En el siglo XIX; en El Salvador se registraron importantes grupos de inmigrantes chinos, belgas, alemanes, italianos, francés y árabes (palestinos, libaneses, sirios) entre otros; sin embargo, estos grupos (durante el siglo XIX), no sobrepasaban los 500, fue hasta el comienzo del siglo XX que comenzarían a ingresar más en el país, un cambio sustancial se registran en las primeras tres décadas del siglo XX, ya que la población extranjera alcanzó más de 90 000 entradas.
En 1886; el congreso salvadoreño crearía la primera ley y publicada en el diario oficial, en el que la región fuera un santuario para que todos los inmigrantes siempre y cuando tuvieran buena salud y recursos económicos para desarrollarse en el istmo, sin embargo, la ley de extranjería indica que el concepto extranjero no se aplica a los centroamericanos.
La ley de puertas abiertas excluía a cierto tipos de personas a los que denominaban perniciosos: piratas, traficantes de esclavos, falsificadores de dinero y documentaciones falsas, los objetivos que pretendía realizar la nueva de extranjería estaban relacionados directamente con el cumplimiento constitucional.
Para los treinta, en el siglo XX, el concepto extranjero tenía otras connotaciones que no tenían en el siglo XIX, el extranjero era considerada como la no-persona, se plasmó en la ley de migración de 1933, que consideraban al extranjero a todo aquel que caía bajo al capítulo III Restricciones y limitaciones ala inmigración que decía en su artículo 25: «Se prohíbe la entrada al país, a los extranjeros comprendidos en uno o más de los casos siguientes: a los de raza negra, a los malayos y a los gitanos, conocidos también en el país con el nombre de “húngaros”». Y el artículo 26 continuaba: «No se permitirá asimismo el ingreso al país de nuevos inmigrantes originarios de Arabia, Líbano, Siria, Palestina o Turquía, generalmente conocidos con el nombre de “turcos”»esta ley prohibía la entrada de judíos árabes que eran considerados refugiados aunque algunos eran recibidos cordialmente.
En el caso de los grupos más importantes de inmigrantes en esa época, eran la alemana, la española, la italiana, la estadounidense, la belga, la británica, la francesa, la palestina y un número significativo de inmigrantes provenientes de países hispanoamericanos y asiáticos, también algunos judíos asquenazis provenientes de Europa central (principalmente de Hungría, Alemania, Países Bajos y Polonia).
En el 2007, según el censo salvadoreño, había alrededor de 37 820 principalmente provenientes de América Central, los hondureños son el mayor grupo seguido por los guatemaltecos y nicaragüenses, todos ellos sin considerar los subregistros que  indicaría que son muchos más, según el estudio Flujos Migratorios laborales regionales realizado en el 2010 por el Sistema de Integración Centroamericana (SICA), se calcula que hay alrededor de 250 mil nicaragüenses, la inmensa mayoría indocumentados, principalmente asentados en San Miguel, La Unión y Usulután.
A comienzos del siglo XXI, varios investigadores ya hablaban de El Salvador como nuevo punto de atracción para la inmigración y con ello de una relativa “centroamericanización” del país, pues los emigrantes que está recibiendo son de Centroamérica, pero especialmente de Nicaragua, Honduras y Guatemala, flujo migratorio que puede ser clasificado como “migración Sur-Sur”.
Al igual que todo el fenómeno migratorio mundial, no se tienen estadísticas precisas de cuántos emigrantes están regresando a El Salvador. Los saldos migratorios ofrecidos por las instituciones del gobierno adolecen de inexactitudes por diversas causas. Se conoce que muchos centroamericanos ingresan por los puntos ciegos fronterizos (se contabilizan alrededor de 150 en todo el país), pues no cuentan con documentos de identidad personal, en ocasiones por el alto costo de estos o porque son trámites muy burocráticos.
Están diseminados en todo el país, pero en donde mayor presencia tienen, es en los departamentos ya mencionados de La Unión, San Miguel y Usulután. En segundo término estarían los departamentos de San Salvador, Chalatenango, Morazán, La Libertad y Sonsonate.
La edad media de los inmigrantes centroamericanos en El Salvador, oscilan entre 20 a 30 años de edad, lo cual es mayor a la edad media de un salvadoreño promedio.

## Inmigración europea

### Inmigración española
A primera visita conocida de españoles a lo que hoy es territorio salvadoreño, fue realizada por el almirante Andrés Niño, a la cabeza de una expedición, desembarco en la isla de Menguara en el golfo de Fonseca; y posteriormente descubrió la bahía de Jiquilisco y la desembocadura del río Lempa, descubriendo de esta manera el territorio salvadoreño, mientras que la conquista del actual El Salvador comenzó en 1524 con la incursión infructuosa de Pedro de Alvarado al señorío de Cuscatlán y terminó en la década de 1540 con la total conquista y pacificación del señorío potan o de lencas salvadoreños ubicado en la zona oriental donde se fundaron Villa San Salvador y comenzaron a llegar a Españoles.
Durante el período colonial, se produjo un proceso de mestizaje entre indígenas, negros y españoles, en los primeros años de la época colonial, la población de El Salvador es 50% mestiza, blanca y mulata y 50% Indígenas, villas de San Salvador y San Miguel eran comunidades muy pequeñas, que oscilaban entre veinte y cien pobladores españoles. Pero la Comunidad Española se Establecía.
En 1790: el gobernador de San Salvador, Francisco Luis Héctor de Carondelet, ordenó a familias del norte de España (Galicia y Asturias) que se asentaran en la zona para compensar la falta de indígenas para trabajar la tierra; los asentamientos importantes fueron el Norte y Centro de El Salvador que comenzó un proceso mestizaje.
Para 1805, el 78% era mestiza, blanca y mulata y el 22% indígena, estoy tuvo que ver con el crecimiento de las aldeas, villas, y rancherías de españoles, que fueron quitando espacio a los indígenas, que los fueron apartando de sus tierras comunales.
Cuando El Salvador alcanzó su independencia, la población criolla era escasa y no superaba las 25 000 criollos de más de 250 000 habitantes que había en El Salvador en ese momento, la migración ha estado presente desde principios del siglo XIX, comenzando con la inmigración de Judíos Sefardíes provenientes de España, que continuó con el arribo de españoles que iniciaron la aventura de emprender negocios en zonas rurales como el cultivo de café, banano y azúcar el cual fue exportado hacia España y a otros países europeos.
En la actualidad hay algo más de 550a 1000 españoles, actualmente es muy difícil obtener una cuenta de salvadoreños de ascendencia española ya que la mayoría de los salvadoreños de ascendencia española poseen rasgos raciales mediterráneos: piel aceitunada y cabello y ojos oscuros (negros o castaños oscuros), y se identifican como mestizos.
Según un estudio la población mestiza y blanca en El Salvador representa alrededor del 90% exclusivamente descendientes de españoles; además la mayoría de los salvadoreños tienen apellidos españoles.

### Inmigración italiana en El Salvador
Los primeros italianos registrados en ingresar a El Salvador llegaron en 1890 (especialmente del Settentrione y el Mezzogiorno); la mayoría por México y se llegaron por tierra a El Salvador. Se tienen registros que para 1892 había alrededor de 600 italianos que se encontraban en el territorio, destacándose en el comercio y la industria.
También llegaron algunos arquitectos y otros profesionales italianos, como los que hicieron el Teatro de Santa Ana. En efecto en 1890 la construcción del teatro fue adjudicada a la compañía Sociedad Constructora de Occidente, dirigida por los arquitectos italianos Francesco Durini Vasalli y Crístóbal Molinari. A su vez se contrataron a los artistas italianos Luis Arcangeli y Guglielmo Arone. El telón original del escenario del teatro era de estilo Modernista, hecho por el artista italiano Antonio Rovescalli. En 1940 varios italianos con documentos de salvadoreños salvados por José Arturo Castellanos Contreras ingresaron al país.

### Inmigración alemana en El Salvador
El Salvador no fue un receptor visible de alemanes entre 1821 y 1930. Según el censo salvadoreño de 1930 en El Salvador había 280 alemanes. Con la nacionalización de judíos asquenazíes en 1942, se incorporó un importante número de descendientes de alemanes, entre otras nacionalidades.

## Inmigración caucasiática

### Inmigración árabe
Entre la inmigración árabe, destaca la colectividad palestina, seguida de la colectividad libanesa:
- Palestinos: Se estima entre 65.000,[26]y 90.000 los descendientes de palestinos en El Salvador.[27] La inmigración árabe palestina se inició a finales del siglo XIX a raíz de las políticas represivas que aplicaba el Imperio otomano contra los católicos maronitas. Varios de los destinos que escogieron los palestinos de ese momento estuvieron en países de América, entre ellos El Salvador. Esto dio como resultado de que la diáspora árabe residente en los países americanos se caracterizaba por forjarse en familias devotamente cristianas, y en este continente podían ejercer su fe sin temor a la persecución. También, durante la guerra entre Israel y Palestina en 1948, y durante la guerra de los Seis Días, miles de palestinos abandonaron su país e ingresaron a El Salvador, llegando a destinos como La Libertad.

- Libaneses: Consta de 27.000 descendientes.[28] Son en su mayoría (95%) cristianos católicos y ortodoxos. La matanza de cristianos árabes libaneses y palestinos a manos de los musulmanes, no sólo inició la primera migración de libaneses al mundo, sino que obligó a las potencias europeas a intervenir. El matrimonio interétnico en la comunidad libanesa, independientemente de la afiliación religiosa, es muy alto; la mayoría tiene un solo padre con nacionalidad libanesa. Como resultado, algunos de ellos hablan árabe con fluidez. Pero la mayoría, especialmente entre las generaciones más jóvenes, hablan español como primera lengua y árabe como segunda.

Aunque los árabes constituían menos del 5% del total de la población inmigrante en El Salvador, durante la década de 1930, abarcaban la mitad de la actividad económica de los inmigrantes.

### Inmigración judía
En 1942, y en el contexto del holocausto judío por parte de la Alemania nazi, varios judíos asquenazíes adquirieron la nacionalidad salvadoreña y se trasladaron a vivir en el país, gracias a las gestiones del diplomático José Arturo Castellanos Contreras, por entonces residente en Suiza. Se calcula que se imprimieron un total de 13.000 certificados de nacionalidad salvadoreña, principalmente a familias de inmigrantes judíos de Hungría, Rumania, Francia, Países Bajos, Alemania y Eslovaquia. Se estima que Castellanos rescató a 40.000 judíos entre 1942 y 1945. También por aquellas fechas, específicamente en 1950, se inauguró la primera sinagoga del país. Para el año 2000, 120 familias constituían la comunidad judía de El Salvador.

## Inmigración americana

### Inmigración mexicana
El Salvador es el décimo cuarto país donde más mexicanos residen fuera de México que se estima aproximadamente 1,120 individuos que se desplazan hacia el país centroamericano para realizar actividades empresariales, comerciales, industriales y turísticos. La comunidad mexicana se ha establecido principalmente en las ciudades de San Salvador, Santa Ana y localidades pequeñas del país.
Muchos de los mexicanos residentes en El Salvador son personas que trabajan para empresas pequeñas como electricistas o meseros también hay empresarios (principalmente en grandes ciudades del país); esto se debe a que en la década de 1990 a la fecha comenzó a manifestarse un fenómeno migratorio de mexicanos hacia el país por cuestiones empresariales o laborales, las empresas mexicanas han encontrado un desarrollo importante entre los consumidores salvadoreños.

### Inmigración hondureña
Se estima que viven 11 000 hondureños documentados en El Salvadorpero algunos afirman que hay más de 100 000 hondureños indocumentados. La mayoría de los hondureños viven en el occidente del país y son un motor económico muy importante en esa zona de la nación.
Muchos Hondureños comenzaron a emigrar a El Salvador cuando comenzó la dolarización, Principalmente para mejorar sus condiciones de vida y tener mejor atención médica.

### Inmigración nicaragüense
En El Salvador hay 8000 nicaragüenses documentados según el estudio Flujos Migratorios laborales regionales realizado en el 2010 por el Sistema de Integración Centroamericana (SICA), se calcula que hay alrededor de 250 mil nicaragüenses, la inmensa mayoría indocumentados, principalmente asentados en San Miguel, La Unión y Usulután.Según otros la población nicaragüense en El Salvador es alrededor de 100 mil.

### Inmigración guatemalteca
En El Salvador hay 9005 guatemaltecosaunque algunos afirman que hay 40 000. Los guatemaltecos en El Salvador trabajan en industria o ganadería y algunos son inversionistas o microempresarios.
Los Guatemaltecos comenzaron a emigrar a El Salvador desde la dolarización, principalmente para mejorar su calidad de vida, poner sus negocios y tener atención médica, el principal asentamiento de la población guatemalteca en el país es el occidente y San Salvador.

### Inmigración estadounidense
Según la Embajada de Estados Unidos, en El Salvador viven y trabajan 19 000 estadounidenses. La mayoría son empresarios privados y sus familias. Un gran número de jubilados ciudadanos estadounidenses han sido atraídos a El Salvador por condiciones favorables.

### Inmigración Venezolana
Según datos de la Embajada de Venezuela, citados por la asociación, en el 2012 habían 350 de sus connacionales registrados en la sede consular.
Mientras que el Ministerio de Seguridad y Justicia indicó que durante 2017, habían aprobado 193 permisos a los venezolanos que llegan al país, para que puedan permanecer de manera legal y segura, incluso con la posibilidad de trabajar. De ese total, 34 son residencias temporales con autorización para trabajar. En cambio, y por ejemplo, se aprobaron 35 permisos (o calidades) migratorios para venezolanos.
Se estima que la cifra podría haberse duplicado en los últimos años especialmente, durante 2017 y 2018, cuando se vio una masiva salida de venezolanos huyendo de la Crisis económica en Venezuela, indicó el comunicado de ASOVENSAL; incluso esta organización calcula que son tres millones de venezolanos los que han salido de su país de origen. El principal motivo es la crisis económica que llega con la escasez de dinero, de alimentos y medicinas.

## Inmigración Asiática

### Inmigración China
En los años de 1860 llegaron los primeros inmigrantes chinos a El Salvador.
El país cuenta con descendientes chinos-salvadoreños, que han sabido conjugar e integrar la cultura salvadoreña con la cultura china heredada.